# Радянська окупація балтійських країн (1940)

Хронологія окупації Балтійських країн

Радянська окупація балтійських країн охоплює період з радянсько-балтійських пактів взаємодопомоги 1939, до вторгнення й анексії в 1940, і масової депортації в 1941. У вересні-жовтні 1939 року радянський уряд домігся від невеликих балтійських держав договорів про взаємодопомогу, які надали СРСР право на розміщення там військових баз. Після вторгнення Червоної армії влітку 1940, радянська влада змусила балтійські уряди піти у відставку. Президентів Естонії та Латвії ув'язнили, і пізніше вони померли в Сибіру. Під радянською окупацією було створено нові маріонеткові комуністичні уряди, а «попутники» провели вибори з фальсифікованими результатами. Незабаром новообрані «народні збори» ухвалили резолюції з проханням включення їх країн до складу Радянського Союзу. У червні 1941 нові радянські уряди провели масові депортації «ворогів народу». Відтак, багато балтійців спочатку вітали німців як визволителів, коли вони дісталися країн регіону впродовж тижня.

## Передумови
Після вторгнення СРСР до Польщі 17 вересня 1939, згідно з пактом Молотова — Ріббентропа, Латвія, Литва та Естонія підпадали під радянську зону впливу, що становило важливий аспект договору для радянської влади, адже вона побоювалась, що німці використають ці три країни як коридор до Ленінграда. СРСР вчинив тиск на Фінляндію і Балтію, щоб ті уклали з ним договори про взаємодопомогу. Після втечі польського підводного човна з Таллінна 18 вересня, СРСР поставив під сумнів нейтралітет Естонії. 24 вересня естонському міністру закордонних справ висунули ультиматум у Москві. СРСР вимагав укладення договору про взаємну допомогу щодо створення військових баз в Естонії. Естонці не мали іншого вибору, окрім як дозволити створення радянських військово-морських, повітряних і військових баз на двох естонських островах і в порту міста Палдіскі; підписання угоди сталося 28 вересня. 5 і 10 жовтня подібний договір підписали Латвія і Литва, відповідно. Угоди дозволяли СРСР встановити військові бази на території балтійських держав протягом війни в Європі та розташувати 25 тис. радянських солдатів в Естонії, 30 тис. в Латвії, і 20 тис. в Литві, починаючи з жовтня 1939.
Фінляндія, проте, відхилила аналогічний радянський договір. Внаслідок цього, СРСР напав на Фінляндію, розпочав Зимову війну у листопаді, яка закінчилася у березні 1940 з втратою фінляндських територій, які перевищили довоєнні радянські вимоги, однак країна зберегла свій державний суверенітет. Балтійські країни зберегли нейтралітет під час Зимової війни, а радянська влада високо оцінила їх відносини з СРСР як зразкові.

## Радянська окупація

### Військові плани СРСР

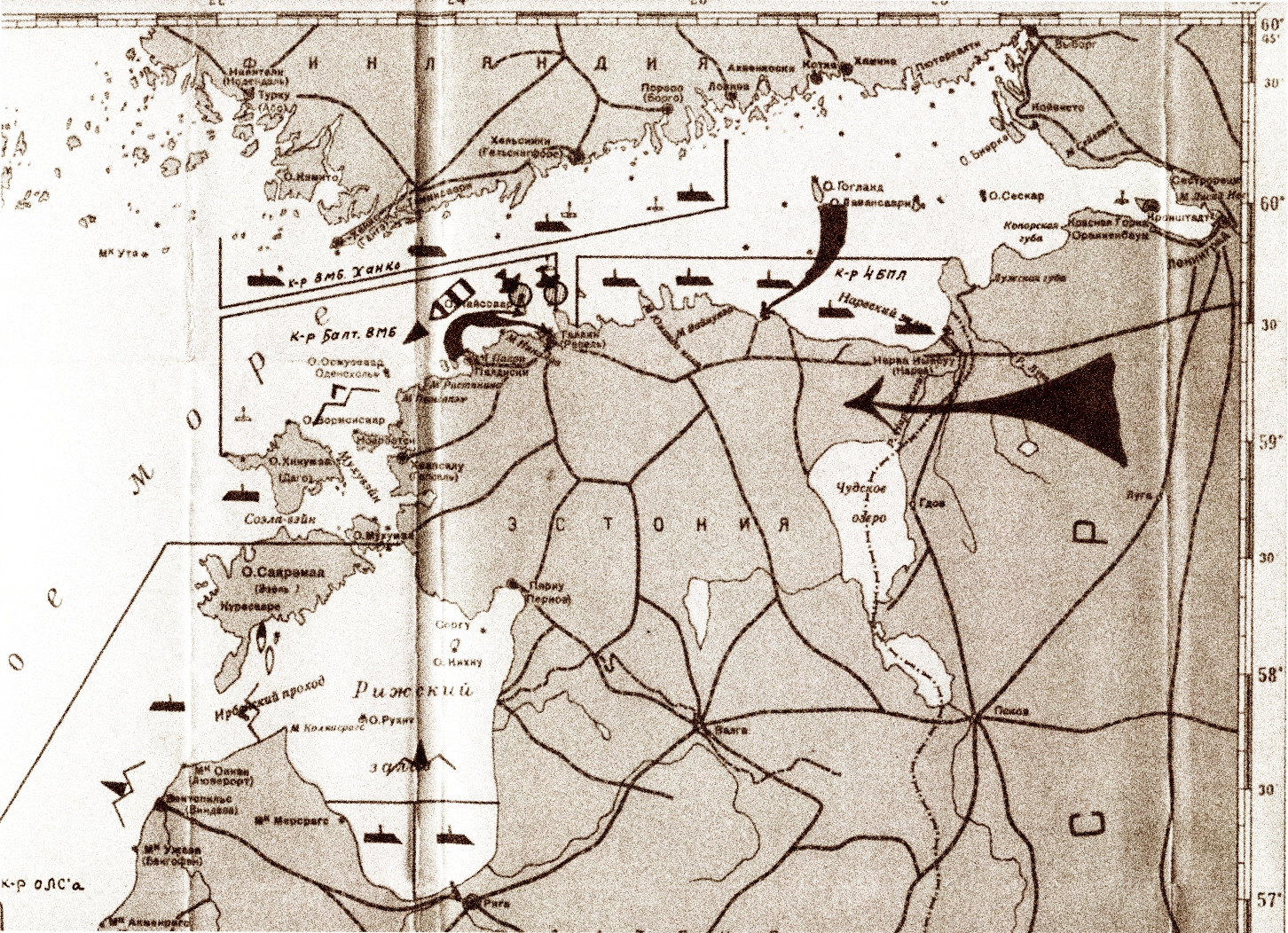
Схематика радянської військової блокади та вторгнення в Естонію і Латвію в 1940

Для можливих військових дій проти Балтії радянська влада виділила 435 тис. військ, близько 8 тис. гармат і мінометів, понад 3 тис. танків і 500 броньовиків. 3 червня 1940 усі радянські військові сили, розташовані в Балтії, були передані під командування Олександра Локтіонова. 9 червня Семен Тимошенко дав Червоній армії в Ленінградському військовому окрузі директиву № 02622сс/ов, яка вказувала на готовність до 12 червня, щоб:
- захопити судна естонського, латвійського і литовського флотів на їх базах або в морі
- захопити естонські та латвійські комерційні й всі інші судна
- підготуватися до вторгнення і висадки в Таллінні й Палдіскі
- наблизитися до Ризької затоки й блокувати узбережжя Естонії та Латвії в Фінській затоці та Балтійському морі
- запобігти евакуації естонського і латвійського урядів, військових сил та виведення активів
- надати морську підтримку для вторгнення в Раквере
- запобігти естонським і латвійським польотам до Фінляндії або Швеції

12 червня радянському Балтійському флоту було наказано здійснити повну військову блокаду Естонії. 13 червня, радянські сили висунулися на свої позиції й були готові до 14 червня, коли чотири підводних і безліч легких човнів флоту розташувалися в Балтійському морі, Ризькій і Фінській затоках, аби заблокувати балтійські країни від моря; флотська ескадра, зокрема три дивізії есмінців розташувалися на заході від Найссаара та острова Аегна; транспортний корабель «Дністер» і есмінець «Сторожовий» та «Сильний» розташувалися з військами на борту для вторгнення до столиці Таллінн; 50-й батальйон розташувався на човнах для вторгнення біля міста Кунда. У морській блокаді взяли участь 120 радянських суден, включаючи один крейсер, сім есмінців і сімнадцять субмарин, а також 219 літаків, включаючи 84 бомбардувальники ДБ-3 і АНТ-40 з 8-ї повітряної бригади та 62 літаки з 10-ї бригади.
14 червня, СРСР висунув ультиматум Литві. Блокування Естонії радянськими військами видалося ефективним, адже увага світу була сконцентрована на падінні Франції. Два радянських бомбардувальники збили фінський пасажирський літак «Калева (літак)», який летів з Таллінна до Гельсінкі й мав на борту дипломатичну пошту від американських послів з Таллінна, Риги й Гельсінкі. В аварії загинув Генрі Антейл-молодший, співробітник дипломатичної служби США.

### Вторгнення Червоної армії
Погрожуючи вторгненням і звинувачуючи балтійські країни у порушенні перших договорів та плануванні змови проти СРСР, Москва надала їм ультиматум, вимагаючи нових поступок, включаючи заміну своїх урядів і дозвіл на розташування необмеженої кількості військ. Балтійські уряди вирішили, що, враховуючи свою міжнародну ізоляцію і незліченну кількість радянських військ на кордонах, а також вже й на своїх територіях, було б марно чинити активний опір і краще уникнути кровопролиття в явно програшній війні. Окупація Балтії супроводжувалася комуністичними державними переворотами в кожній країні за підтримки радянських військ.
15 червня, СРСР вдерся до Литви, а радянські війська здійснили атаку на латвійський прикордонний пост «Масленки». 16 червня, СРСР вдерся до Естонії та Латвії. В статті журналу Time, надрукованій в час вторгнень, писалося, що близько 500 тис. військ Червоної армії за лічені дні зайняли Балтію — лише за тиждень перед захопленням Франції нацистами. Сотні тисяч окупаційних радянських військ значно перевищували численність армій балтійських країн.
Більшість Збройних сил Естонії та Союзу оборони капітулювали згідно з наказом естонського уряду і були роззброєні Червоною армією. Лише Естонський незалежний сигнальний батальйон, розташований в Таллінні на вулиці Рауа, вчинив спротив Червоній армії й комуністичній міліції «Народна самооборона», борючись з окупаційними військами 21 червня 1940. Протягом бою, який тривав протягом кількох годин аж до заходу сонця, Червона армія потребувала додаткового підкріплення і шести броньовиків. В підсумку, військовий опір завершився перемовинами, після чого Незалежний сигнальний батальйон склав зброю. Втрати батальйону становили двоє вбитих і декілька поранених, а радянські війська мали близько десяти вбитих і трохи більше поранених.

### Реакція заходу
Вінстон Черчилль, який був Першим лордом Адміралтейства на той час, сказав у своєму радіоповідомленні в 1939: 
|  | Те, що російські війська повинні стояти на цій лінії було очевидно необхідним задля безпеки Росії проти нацистської загрози. У всякому разі, лінія є, і Східний фронт створений, на котрий нацистська Німеччина не наважується напасти. Коли пан фон Ріббентроп був викликаний до Москви минулого тижня, він повинен був дізнатися, і прийняти той факт, що нацистські проекти стосовно Балтії і України мають повністю зупинитися. |

Уряди у вигнанні — з дипмісіями в Лондоні — були визнані чисельними західними урядами впродовж Холодної війни. З відновленням незалежності балтійських країн від СРСР, уряди у вигнанні були інтегровані в нові керівні установи.

## Радянізація балтійських країн

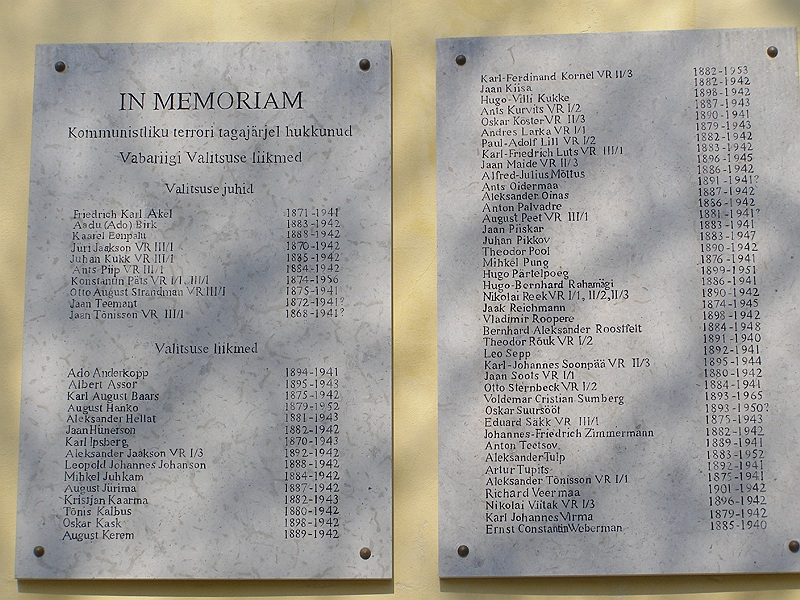
Меморіальна дошка на будинку уряду Естонії, Тоомпеа, в пам'ять членів уряду вбитих комуністичним терором

СРСР здійснили політичні репресії з подальшою масовою депортацією близько 130 тис. громадян. Вказівки Івана Сєрова «Про порядок проведення висилки антирадянських елементів з Литви, Латвії та Естонії» містили докладні процедури та протоколи для спостережень в депортації народів Балтії.
СРСР почав конституційну метаморфозу балтійських країн спершу створив перехідні «Народні уряди». На чолі з близькими колегами Сталіна, місцевими комуністами й посадовими особами, надісланими з СРСР, вони змусили президентів і уряди усіх трьох країн піти у відставку, замінивши їх тимчасовими «Народними урядами».
14—15 липня, після незаконних змін до виборчого законодавства відповідних держав, місцеві комуністи, лояльні до СРСР, провели сфальсифіковані парламентські вибори до так званих «Народних Сеймів». Законодавство було змінено таким чином, щоб комуністи та їхні союзники стали єдиними, хто може балотуватися. Результати голосувань були повністю сфабриковані: радянські ЗМІ оприлюднили їх завчасно, і за добу до закриття виборчих дільниць вони вже з'явилися в лондонських газетах. 21 липня, «Народні Сейми» зустрілися для однієї єдиної справи — запиту на приєднання до Радянського Союзу, який був одноголосним. На початку серпня, Верховна Рада СРСР «прийняла» усі три запити. Офіційна радянська заява наголошувала, що в балтійських країнах відбулися соціалістичні революції та вони висловили прохання на приєднання до СРСР.
Нові встановлені радянські уряди в Балтії почали узгоджувати свою політику з радянськими практиками. Згідно з панівною доктриною, старі «буржуазні» соціальні структури[уточнити] було знищено, аби побудувати на їх місці нові соціалістичні суспільства під керуванням лояльних радянських громадян.